# Maxodontus costaricator
Maxodontus costaricator är en stekelart som beskrevs av Diller 1994. Maxodontus costaricator ingår i släktet Maxodontus, och familjen brokparasitsteklar. Inga underarter finns listade.